# 吡嗪
吡是1，4位含两个杂氮原子的杂环化合物，化學式為C4H4N2。与嘧啶和哒嗪互为同分异构体。具有较弱的芳香性，与吡啶类似。不易发生亲电取代反应，但易和亲核试剂反应。在自然界中，其纯品很少存在，但其结构存在于叶酸之中，组成其中的蝶呤部分。工业上则用乙醇胺在气相催化的条件下脱氢制取。
其衍生物有较多应用，如二苯并吡嗪是重要的染料，吩嗪以具有抗肿瘤，抗菌和利尿的性质而著称。而 四甲基吡嗪被报道可以捕捉超氧阴离子，并减少人体有粒细胞的氮氧化物产生。

## 合成
很多方法可以合成吡嗪和它的衍生物，有些方法已经很古老了。
2-氯苯乙酮与氨反应，可以生成氨基酮，之后脱水氧化为吡嗪。